# Metacosmus nitidus
Metacosmus nitidus är en tvåvingeart som beskrevs av Cole 1923. Metacosmus nitidus ingår i släktet Metacosmus och familjen svävflugor.
Artens utbredningsområde är Kalifornien. Inga underarter finns listade i Catalogue of Life.